# Lars Gerson
Lars Christian Krogh Gerson (* 5. Februar 1990 in Luxemburg-Stadt) ist ein luxemburgisch-norwegischer Fußballspieler.

## Karriere

### Verein
Der Sohn eines Luxemburgers und einer Norwegerin spielte im Nachwuchsbereich von Sporting Bettemburg und Kongsvinger IL. Ab 2008 gehörte er dann zum Aufgebot der ersten Mannschaft in der norwegischen Adeccoligaen. Zur Jahreswende 2011/12 wechselte er zum IFK Norrköping in die schwedische Allsvenskan. Im Januar 2015 unterschrieb er einen Vertrag beim schwedischen Club GIF Sundsvall. Zur Saison 2018 folgte dann die Rückkehr zum IFK Norrköping. Dort spielte er weitere drei Jahre und wechselte dann im Februar 2021 zum spanischen Drittligisten Racing Santander. Doch schon drei Monate später gab Brann Bergen aus der norwegischen Eliteserien die Verpflichtung Gersons bekannt. Dort absolvierte er am 24. Spieltag sein einziges Saisonspiel, als er bei der 0:2-Heimniederlage gegen Viking Stavanger in der 79. Minute eingewechselt wurde. Dies blieb allerdings sein einziges Spiel dort und so kehrte er im Januar 2022 zurück zu seinem ehemaligen Verein, dem Zweitligisten Kongsvinger IL. Dort verlor er im folgenden November die Aufstiegsrelegations-Finalspiele zur Eliteserien gegen Erstligist Sandefjord Fotball (0:4, 2:1). Auch in der folgenden beiden Spielzeit scheiterte er in der Relegation, 2023 verlor der Verein in der 1. Runde gegen Kristiansund BK (2:4) und 2024 unterlag man in der 3. Runde dem Moss FK mit 1:2. Am 31. Dezember 2024 wurde sein auslaufender Vertrag jedoch nicht mehr verlängert und Gerson war vereinslos. Doch schon einen Monat später verpflichtete ihn der luxemburgische Erstligist FC Progrès Niederkorn. Dort absolvierte Gerson bis zum Saisonende zwölf Erstligaspiele und erzielte dabei einen Treffer am 25. Spieltag beim 2:1-Heimsieg über der F91 Düdelingen. Anschließend wurde sein Vertrag nicht mehr verlängert und Gerson schloss sich am 15. Juli 2025 dem Ligarivalen UN Käerjéng 97 an.

### Nationalmannschaft
In der luxemburgischen A-Nationalmannschaft hat Gerson bereits 100 Länderspiele absolviert, in denen ihm vier Tore gelangen. Sein Debüt gab er am 26. März 2008 bei einer 0:2-Niederlage gegen Wales. Vorher spielte er insgesamt elf Mal für verschiedene Jugendauswahlen Luxemburgs, u.a einen Einsatz bei der U-17-Europameisterschaft 2006 im Gruppenspiel gegen Spanien (1:7) im Stade Alphonse Theis in Hesperingen.